# Hangard (Neunkirchen)

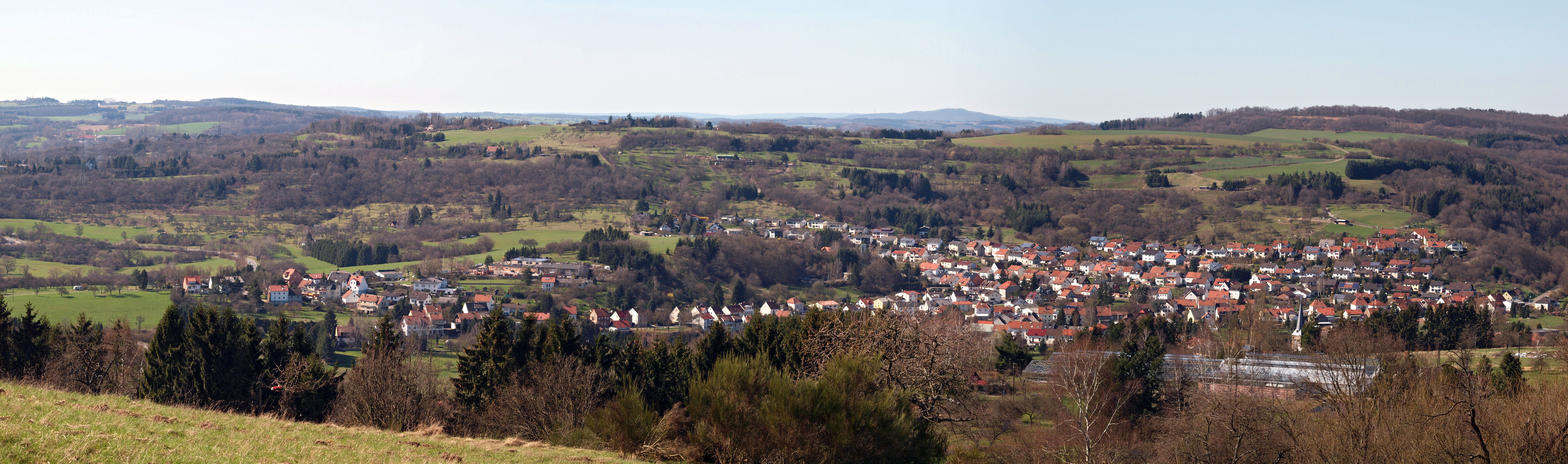
Panorama-Blick auf Hangard vom Wasserberg bzw. Lichtenkopf in Richtung Westen

Hangard ist ein nordöstlich der Innenstadt gelegener Stadtteil der Kreisstadt Neunkirchen (Saar). Bis Ende 1973 war Hangard eine eigenständige Gemeinde.

## Lage
Hangard liegt im Tal der Oster auf 260–330 m Meereshöhe.

## Geschichte
Hangard entwickelte sich auf dem vormaligen Bann von Wiebelskirchen, wo 1544 eine Wiese „uf der Oster in den Hangarten“ genannt ist. Der Name findet sich auch im Straßennamen In den Hanggärten. Die ersten Siedler kamen 1692 aus Wallonien und Frankreich. Im Jahre 1701 lebten hier sechs Familien.
Im Rahmen der saarländischen Gebiets- und Verwaltungsreform wurde die bis dahin eigenständige Gemeinde Hangard am 1. Januar 1974 der Stadt Neunkirchen zugeordnet.
Zum Schuljahresbeginn 2005 wurde die bis dahin eigenständige Grundschule in Hangard mit der Grundschule „Friedrich von Schiller“ in Wiebelskirchen zusammengelegt. Der Standort Hangard diente danach als Dépendance der Wiebelskircher Grundschule. Seit dem Schuljahr 2012/2013 wird das Schulgebäude in Hangard nicht mehr als Schule genutzt. Alle Kinder werden seither in Wiebelskirchen unterrichtet. Das ehemalige Schulgebäude dient seit Abschluss der Sanierungsmaßnahmen im Sommer 2013 als Kinderkrippe und wird von ansässigen Vereinen genutzt.

## Infrastruktur
Hangard ist über die L121 an das Verkehrsnetz angeschlossen, die im Süden nach Wiebelskirchen und Wellesweiler und im Norden nach Steinbach, Fürth und Münchwies führt.
Im März 2015 löste das saarländische Telekommunikationsunternehmen inexio ein DSL-Versprechen für Hangard ein, in welchem versichert wurde, dass ab Februar 2016 alle Haushalte im Ort mit einem Breitbandinternetanschluss von bis zu 100 Megabits die Sekunde versorgt werden. Aufgrund von Verzögerung bei den baulichen Maßnahmen verschob sich dieser Termin jedoch um mehrere Monate. Seit dem 22. September 2016 stehen die Breitbandanschlüsse zur Verfügung.
| Jahr      | 1840 | 1880 | 1925  | 1951  | 1977  | 1988  | 2000  | 2015  |
| --------- | ---- | ---- | ----- | ----- | ----- | ----- | ----- | ----- |
| Einwohner | 410  | 776  | 1.481 | 1.728 | 1.989 | 1.972 | 2.088 | 1.816 |

## Partnerschaft
- Hangard ist nach einem Gemeinderatsbeschluss vom 21. Dezember 1967 mit der Gemeinde Enchenberg in Lothringen eine Partnerschaft eingegangen, die auch heute noch fortbesteht.

## Quelle
- Internetseite der Kreisstadt Neunkirchen, Stadtteil Hangard, aufgerufen am 17. August 2010